# Sàng lọc thương mại bị từ chối
Sàng lọc thương mại từ chối AKA: Sàng lọc bên từ chối, Sàng lọc bên xử phạt Danh sách thương mại bị từ chối: các danh sách được tạo và biên soạn bởi các cơ quan / cơ quan chính phủ và/hoặc các tổ chức cảnh báo các thành viên / công dân / doanh nghiệp của mình để cảnh giác hoặc kiềm chế tương tác với các cá nhân hoặc tổ chức đó các danh sách.  Hơn nữa, các danh sách này đóng vai trò là nền tảng của việc thiết lập thông báo hoặc cấm trực tiếp những người thuộc cơ quan ban hành không liên lạc hoặc tương tác, bằng giao tiếp hoặc giao dịch kinh doanh hoặc giao dịch xã hội.  AKA: Danh sách Đảng bị từ chối (DPL), Danh sách Đảng Xử phạt (SPL)
Sàng lọc là quá trình so sánh các danh sách này với danh sách nội bộ (khách hàng của công ty, nhà cung cấp, nhà thầu, nhân viên, nhà đầu tư, khách, v.v.)
Sàng lọc thương mại bị từ chối là quá trình sàng lọc các bên liên quan đến giao dịch xuất khẩu với mục đích tuân thủ các tiêu chuẩn an toàn của Chính phủ Hoa Kỳ.  Sàng lọc thương mại hiệu quả không chỉ bao gồm các bên bị từ chối mà còn các sản phẩm được kiểm soát và các quốc gia bị cấm vận hoặc bị trừng phạt.  Mục đích của việc sàng lọc các bên nhận hàng thành phẩm là để thể hiện sự "chuyên cần" và "chăm sóc hợp lý" khi hoàn thành giao dịch với các đơn vị nước ngoài, đảm bảo sự an toàn và ý định của sản phẩm và nhà nhập khẩu.
Với hơn 80 danh sách thương mại bị từ chối đã được công bố, cần đưa thêm nhiều mặt hàng và kiểm tra vào quy trình xác nhận của nhà xuất khẩu.  Các nhà xuất khẩu thể hiện "sự chăm sóc hợp lý" nên thực hiện sàng lọc theo định kỳ cũng như thực hiện sàng lọc trong suốt quá trình di chuyển của hàng hóa trong chuỗi cung ứng.  Với các quy tắc cụ thể hơn theo quốc gia đang được áp dụng, các quốc gia có danh sách đảng bị từ chối của riêng họ, một số trong đó bao gồm:
- Danh sách các công ty không đủ điều kiện của Ngân hàng Thế giới
- Cục Công nghiệp và An ninh Hoa Kỳ - BIS
- Đơn vị xử phạt tài chính EU
- Cục Quản lý Thực phẩm & Dược phẩm Hoa Kỳ
- Danh sách trừng phạt của Liên Hợp Quốc
- Danh sách hợp nhất của Alqaida và Taliban LHQ
- Văn phòng Kiểm soát Tài sản nước ngoài
- Tòa án Hình sự Quốc tế cho Rwanda

Chính phủ Hoa Kỳ hạn chế tất cả các cá nhân hoặc công ty xuất khẩu bất kỳ dịch vụ hoặc sản phẩm nào cho bất kỳ bên nào có trong danh sách từ chối xuất khẩu, bị chặn và tranh chấp của chính phủ Hoa Kỳ.  Việc không tuân thủ các quy định trên là vi phạm luật pháp Hoa Kỳ và có thể dẫn đến truy tố hình sự hoặc dân sự, cũng như từ chối các đặc quyền xuất khẩu.
Mọi tổ chức có trách nhiệm cập nhật và duy trì thông tin về các bên mà họ giao hàng.  Chính phủ Hoa Kỳ khuyến khích các nhà xuất khẩu thực hiện sàng lọc theo lịch trình thường xuyên.  Các công ty, nhóm và người được tìm thấy trong danh sách bị chính phủ Hoa Kỳ xử phạt và không được phép nhận hàng xuất khẩu từ Hoa Kỳ hoặc hàng hóa xuất khẩu sang Hoa Kỳ  Thông thường, tùy thuộc vào danh sách phù hợp được tìm thấy, một trận đấu sẽ chỉ ra một trong các tình huống sau: 1) Lệnh cấm xuất khẩu nghiêm ngặt, 2) Yêu cầu giấy phép cụ thể để xuất khẩu hoặc kinh doanh với đơn vị bị xử phạt hoặc 3) Sự hiện diện của "cờ đỏ" trong giao dịch này với đơn vị bị xử phạt.  Được thông báo, tự nguyện tuân thủ các biện pháp kiểm soát xuất khẩu của Hoa Kỳ bởi cộng đồng thương mại xuất khẩu là một đóng góp quan trọng cho an ninh quốc gia Hoa Kỳ và là thành phần chính trong các chương trình thực thi và quản lý xuất khẩu của BIS.  Tất cả các bên tham gia giao dịch xuất khẩu của Hoa Kỳ phải đảm bảo xuất khẩu của họ tuân thủ đầy đủ tất cả các yêu cầu theo luật định và quy định.  Các nhà cung cấp phần mềm, như Tuân thủ trực quan, Intredex, Inc., Amber Road, Inc., OCR Services Inc. và MIC Navy Solutions tự động hóa quá trình tìm kiếm các bên thương mại bị từ chối và các bên thương mại bị hạn chế.
Các công ty như OCR Services Inc. và Descartes Systems Group đã thiết lập các giải pháp phần mềm hoạt động để sàng lọc theo nhiều danh sách.  SAP, một phần mềm ERP, cung cấp một giải pháp từ năm 2004.  Giải pháp phần mềm cho SAP America là mô-đun Dịch vụ Thương mại Toàn cầu (SAP-GTS)  thuộc thư mục Giải pháp phần mềm, Quản trị rủi ro và Tuân thủ (GRC) của họ.